# 布罗利亚诺
布罗利亚诺（義大利語：Brogliano），是意大利威尼托大区维琴察省的一个市镇。总面积12平方公里，人口3780人，人口密度315.0人/平方公里（2009年）。国家统计（ISTAT）代码为024017。

## 友好城市
- 西班牙阿莱利亚